# Jörg Lanzinger

Jörg Lanzinger 2024

Jörg Lanzinger (* 27. Mai 1975 in Lauingen a.d. Donau, Bayern) ist ein deutscher Musiker, Musikpädagoge und Komponist.

## Leben
In Kinder- und Jugendjahren war seine musikalische Ausbildung neben klassischem Unterricht an der Musikschule (Zither, Trompete, Kontrabass) auch stark von autodidaktischem Arbeiten (Hackbrett, E-Bass, Gitarre) geprägt, was ihn für seinen späteren professionellen Werdegang stark beeinflusst hat. Nach zwei Semestern Studium der Musikpädagogik, Musikwissenschaft und Kommunikationswissenschaft (Magister) an der Universität Augsburg wechselte er 1998 an das Richard-Strauss-Konservatorium München (heute Musikhochschule), wo er 2003 seinen Abschluss als Diplomvolksmusiklehrer mit Lehrberechtigungen für Volksmusik (Prof. Sepp Hornsteiner), Hackbrett (Prof. Birgit Stolzenburg), Zither (Prof. Georg Glasl) und Kontrabass (Prof. Caius Oana) ablegte.
Schon zur Studienzeit war er als Referent auf Seminaren in ganz Süddeutschland gebucht und konnte durch etliche Konzertreisen in die USA, nach Japan, Bulgarien, Slowakei und Schottland auch internationale Auftrittserfahrung sammeln.
Mit seinen Ensembles (Lanzinger Trio, Hackbrett-Orchester „Gelbe Saiten“, „G’scheitholt“, sowie Münchner Saitenquintet u. a.) hat er schon mehrere Alben veröffentlicht und ist regelmäßig in Rundfunk und Fernsehen vertreten.
Seit seiner Jugendzeit befasst sich Jörg Lanzinger auch mit dem Komponieren von Musik. War es am Anfang noch das Songwriting für die eigenen Rockbands, kamen vor allem durch das Studium fundiertes musiktheoretisches Wissen in sein Schaffen und so sind auch schon Werke der E-Musik und des auskomponierten Jazz entstanden. Mittlerweile liegt der Schwerpunkt auf Musik für den Unterricht. Es sind mehrere Hefte im Eigenverlag sowie bei den Verlagen „Salteria“ oder „Musikverlag Richard Grünwald“ erschienen.
Jörg Lanzinger ist verheiratet und hat drei Töchter. Er lebt mit seiner Familie in seiner nordschwäbischen Heimatgemeinde Syrgenstein (Landkreis Dillingen an der Donau).

## Veröffentlichungen (Auswahl)

### Musikalben (Hard Rock/Heavy Metal)
- 1993, Burning Pyre "Demo"
- 1995, Between The Lines "No Time To Lie"
- 1995, Weezn "Heaven's In Sight"
- 1996, Between The Lines "...and elsewhere"
- 1997, Between The Lines "Live in Giengen in der 'alten Mälze' am 20.09.97"
- 1998, Between The Lines "step high"
- 1999, Between The Lines "Explosion"
- 2004, Between The Lines "Not Sophisticated"
- 2009, Between The Lines "Back To Life"

### Musikalben
- 2012, Freilig, Lanzinger Trio, EAN 0859709238777
- 2013, … spielt Stubenmusik, Lanzinger Trio, EAN 4041767028971
- 2014, Hoi!, Lanzinger Trio, EAN 4260095744258
- 2017, Jörg Lanzinger – Die Ersten Zwölfeinhalb, EAN 4250618837864

### Notenhefte
- 2008, B.ubbles A.nd C.razy H.orses, Eigenverlag
- 2012, Die Ersten Zwölfeinhalb, Eigenverlag
- 2016, Neun profane Interludien, Musikverlag Richard Grünwald
- 2018, 12:0, Für Hackbrett solo, Edition Salteria

## TV-Produktionen
- 2013, „Wirtshausmusikanten beim Hirzinger“, Folge 31, BR Fernsehen
- 2015, Abendschau vom 27. Mai 2015, BR Fernsehen
- 2017, „Habe die Ehre“, BR Fernsehen
- 2019, „Wirtshausmusikanten beim Hirzinger“, Folge 51, BR Fernsehen